# 傑克 (狒狒)
傑克（卒於1890年）是一隻豚尾狒狒，他因擔任南非一名有殘疾的鐵路號誌員的助手而聲名大噪。

## 歷史
詹姆斯·懷德在開普敦-伊麗莎白港鐵路局擔任號誌員，他的雙腿被截肢，而傑克是他的寵物和助手。詹姆斯曾因在軌道車之間跳躍而聞名，被人稱作「James "Jumper" Wide」，直到後來發生事故，他摔倒並失去了雙腿。 為了輔助自己履行職責，懷德於1881年買了一隻名叫傑克的狒狒，並訓練牠推輪椅和受監督下操作鐵路號誌。
一位對此事關切的民眾舉報，在伊莉莎白港附近的埃滕哈赫看到了一隻狒狒切換鐵路號誌，於是官方開始對此事進行調查。
傑克的工作能力起初受到懷疑，後來其工作能力得到核實後，鐵路局决定正式聘用傑克。這隻狒狒每天有20美分的報酬，每週還有半瓶啤酒。據諸多報導，傑克在牠為鐵路局工作的九年內從未犯過一個錯誤。
傑克在服務九年後，於1890年死於肺結核，其頭骨被收藏於格拉罕鎮的奧爾巴尼博物館中。

## 來源
- Cheney, Dorothy L.; Seyfarth, Robert M. . University of Chicago Press. 2008. ISBN 978-0226102443.
- Conway Morris, Simon. . Cambridge University Press. 2003: 242. ISBN 9781139440806.
- Wallechinsky, David. . Doubleday. 1975: 697. ISBN 9780385040600.

## 外部連結
- Pieter du Plessis 的《信号员傑克》